# Iñaki Urdangarin
Pour les articles homonymes, voir Iñaki.
Iñaki Urdangarin Liebaert, né le 15 janvier 1968 à Zumarraga, est un ancien joueur de handball espagnol, ayant joué en équipe nationale. Il est l'ex-époux de l'infante Cristina de Borbón, seconde fille du roi Juan Carlos Ier d'Espagne. Par ce mariage, il est devenu duc consort de Palma de Majorque (de 1997 à 2015, date à laquelle le titre a été retiré à son épouse).
Du 4 octobre 1997 (date de son mariage) au 19 juin 2014 (date d'accession au trône de Felipe VI), le duc est membre de la famille royale officielle d'Espagne. Après cette date et jusqu'à son divorce, en 2023, il est membre de la famille du roi (l'Espagne faisant la distinction entre la famille du roi et la famille royale officielle).

## Biographie

### Naissance
Iñaki Urdangarin Liebaert est le fils de Juan María Urdangarin Berriochoa (1932-2012), ingénieur et homme d'affaires et de Claire Françoise Liebaert Courtain (1935), une Belge native d'Anvers, mariés en 1958. Iñaki a un frère et cinq sœurs.

### Études
Il est diplômé de l'École supérieure d'administration et de direction d'entreprises (ESADE) de Barcelone.

### Vice-président du Comité olympique espagnol
En février 2004, Iñaki Urdangarin est nommé premier vice-président du Comité olympique espagnol (COE), dont il est membre depuis 2001. Il occupe ce poste jusqu'en octobre 2005.

### Vie professionnelle (après le handball)
En 2006, il entre au service de l'entreprise Telefonica, pour participer à la tenue de ses forums Générations Actives, en tant que président d'honneur. De 2009 à 2013, il occupe des responsabilités internationales, pour cette même entreprise, pour un salaire de 1,5 million d'euros par an. Pour ce travail, il a déménagé à Washington avec son épouse et ses enfants. En 2012, il rentre avec sa famille à Barcelone,,,.

### Mariage et descendance
Il épouse le 4 octobre 1997 à Barcelone, l'infante Cristina de Borbón, seconde fille du roi Juan Carlos Ier et de la reine Sophie,. De ce mariage naissent quatre enfants, trois fils et une fille, tous nés à Barcelone et considérés comme grands d'Espagne avec le traitement d'« excellence », selon le décret royal du 6 novembre 1987 :
- Juan Valentín de Todos los Santos Urdangarin y Borbón (né le 29 septembre 1999) ;
- Pablo Nicolás Sebastián de Todos los Santos Urdangarin y Borbón (né le 6 décembre 2000) ;
- Miguel de Todos los Santos Urdangarin y Borbón (né le 30 avril 2002) ;
- Irene Urdangarin y Borbón (née le 5 juin 2005).

Après la révélation dans la presse de son infidélité, Iñaki Urdangarin et l'infante Cristina se séparent le 24 janvier 2022. Le divorce est prononcé en décembre 2023.

### Vie familiale en Suisse
Lors de l'été 2013, son épouse et ses enfants s'installent en Suisse. L'infante Cristina loue un appartement dans un hôtel particulier de la rue des Granges (réputée pour être celle de nombreux aristocrates) à Genève.
Pour leur emménagement, la députée Loly Bolay, ancienne présidente du Grand Conseil genevois, rencontre le couple pour lui souhaiter la bienvenue.
Iñaki Urdangarin reste d'abord en Espagne, pour plus de commodité, en raison de l'affaire judiciaire (citée plus bas), puis il rejoint le nouveau domicile familial peu de temps après. La presse évoque alors fréquemment la nouvelle vie de l'ex-duc et duchesse de Palma de Majorque, avec leurs quatre enfants.

### Représentations officielles

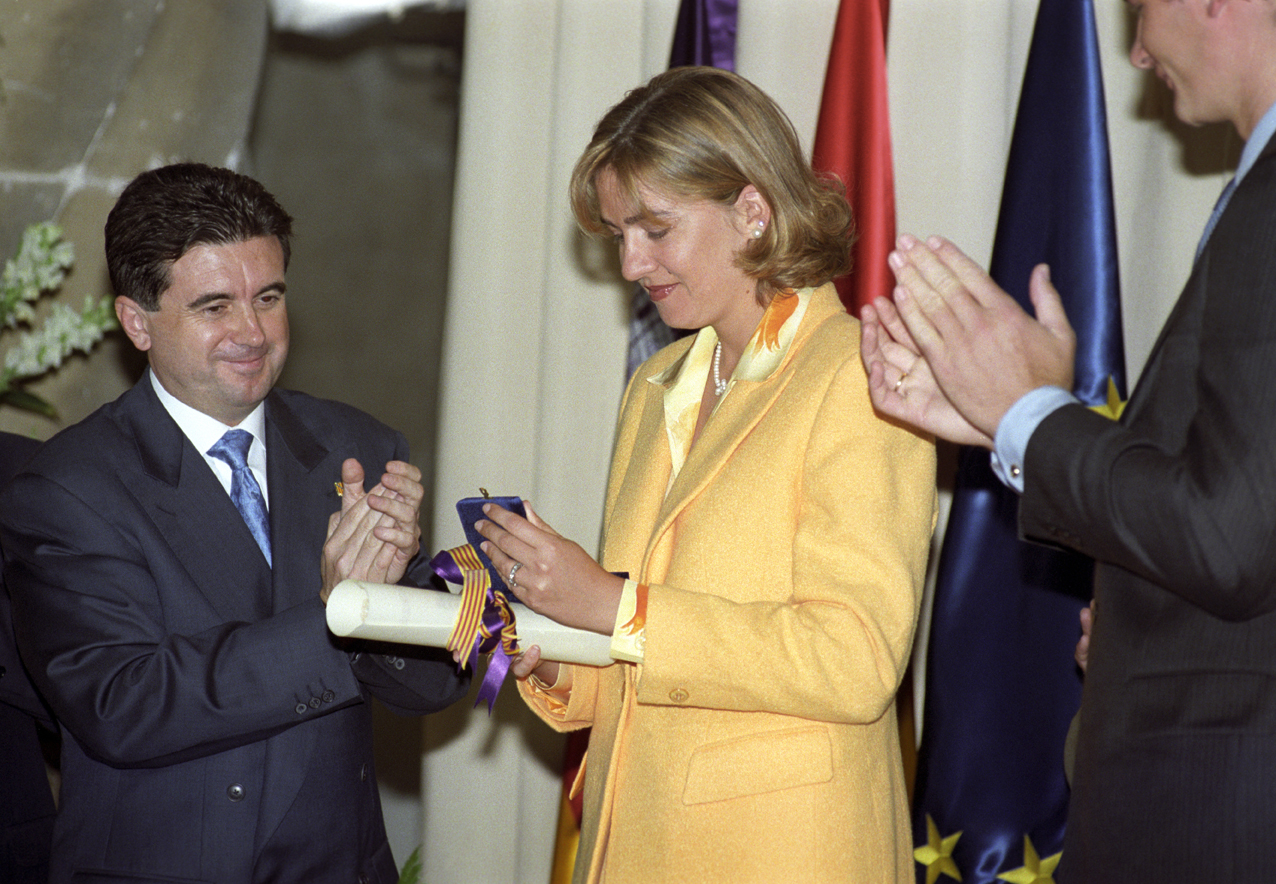
En 1998, lors de la remise de la médaille d'or des îles Baléares au couple.

De la date de son mariage en 1997, jusqu'en décembre 2011 (voir infra), le duc participe activement aux activités royales, avec son épouse. Ses représentations sont alors recensées par le site de la maison royale d'Espagne.
Le 14 septembre 2011, le couple est invité par le président Barack Obama au gala de l'Institut hispanique des États-Unis.
En 2009, le gouvernement régional de la Catalogne reçoit les duc et duchesse de Palma de Majorque, afin de les nommer membres d'honneur d'un cercle culturel, lié à la musique. En 2008, Ils président la finale de l'open de tennis de Barcelone et remettent la coupe à Rafael Nadal.
Ils président également une exposition culturelle et historique, à Saragosse. La même année, le couple visite l'université Harvard avec l'ambassadeur d'Espagne aux États-Unis. Le lendemain, ils visitent la bibliothèque de Boston. En 2005, à Barcelone, le duc et la duchesse présidaient la remise d'un prix littéraire.
Après l'abdication du roi Juan Carlos Ier en faveur de son fils Felipe VI, le 19 juin 2014, l'infante Cristina et Iñaki Urdangarin restent membres de la famille royale d'Espagne, en qualité de membres de la famille du roi (l'Espagne faisant la distinction entre la famille royale officielle, et la famille du roi).

## Affaire Nóos
En novembre 2011, Iñaki Urdangarin et ses associés font l'objet d'une enquête dans le cadre de l'affaire Nóos, elle-même dérivée de l'affaire Palma Arena,,,,,. Le 10 novembre, les médias annoncent le probable détournement de fonds publics à partir de l'Institut Nóos que préside Iñaki Urdangarin. L'enquête porte également sur Carlos García Revenga, trésorier de l'Institut Nóos et secrétaire des Infantes, au service de la Maison royale.
Le 12 décembre 2011, le palais de la Zarzuela publie un communiqué dans lequel il est précisé qu'Iñaki Urdangarin est écarté des activités officielles de la famille royale, pour son comportement jugé « non exemplaire », selon la Maison royale.
Dans son traditionnel message de Noël, le 24 décembre 2011, le roi Juan Carlos fait implicitement allusion à cette affaire.
Le 29 décembre 2011, l'époux de l'infante Cristina d'Espagne est mis en examen pour malversation, fraude fiscale, trafic d'influence, escroquerie et blanchiment. L'audience devait avoir lieu à la mi-2015.
Le 3 avril 2013, l'infante Cristina est mise en cause dans cette affaire, soupçonnée de complicité dans les détournements de fonds présumés. Si la procédure est un temps suspendue à la demande du parquet le 7 mai, l'infante est de nouveau inquiétée par la justice et devra comparaître pour complicité dans les délits contre le fisc.
À partir de 2013, l'affaire judiciaire de plus en plus axée sur son épouse, n'exempte pas pour autant Iñaki Urdangarin de poursuites. Ce qui amène les médias à dévoiler le statut de protection, dû à son rang, que lui accorde le gouvernement lors de déplacements nécessaires à l'instruction judiciaire, comme en décembre 2014.
En février 2015, il est révélé que le juge Castro à l'origine des poursuites contre l'infante Cristina et son époux, sera prochainement mis à la retraite. Le juge avait demandé à prolonger son temps de travail, pour continuer l'instruction de cette affaire, ce qui lui a été refusé.
Le 11 janvier 2016, l'ouverture du procès a lieu. Iñaki Urdangarin et son épouse comparaissent auprès de seize autres prévenus. La prochaine audience est fixée au 9 février 2016,.
Le 3 mars 2016, lors de son témoignage au tribunal, l'infante Cristina témoigne en sa faveur, en déclarant de nouveau être 
« convaincue de l'innocence » de son époux, et ajoute : « il a toujours été bien conseillé » .
Le 10 juin 2016, la Justice requiert 19 années et demi de prison à l'encontre d'Iñaki Urdangarin et ne réclame aucune peine contre son épouse, contrairement à l'accusation populaire (procédé judiciaire espagnol, qui permet à la partie civile de requérir) qui maintient une demande de huit années de prison.
Le 14 juin 2016, les défenseurs d'Iñaki Urdangarin et de son épouse plaident l'acquittement du couple. Il est rappelé qu'Iñaki Urdangarin s'est déjà acquitté d'un versement de 1,2 million d'euros, ordonné par la justice. Par ailleurs, la défense met en évidence les dysfonctionnements de l'accusation populaire (l'association Manos Limpias), notamment en raison de ses propres affaires judiciaires, et à ce titre plaide l'acquittement. En effet, l'association Manos Limpias (Mains propres) est accusée de diverses fraudes financières et surtout de tentative d'extorsion de fonds à l'encontre de l'infante et de son époux (voir ci-après) ,,.

### Dérives judiciaires
Lors de la comparution de son épouse, le 8 février 2014, dans le bureau du juge Castro, un film de l'audition est réalisé. La vidéo clandestine est publiée par le journal El Mundo. L'infante porte plainte. Cependant, plus d'un an après, la vidéo est toujours présente sur le site du journal. En juillet 2015, il est annoncé qu'un procès aura lieu, pour juger les protagonistes à l'origine de la vidéo.
Le couple doit faire face à d'autres fuites judiciaires dans les médias, qui touchent à la vie privée, notamment des mails qui n'ont pas de lien avec l'affaire. Par exemple, en avril 2015, des échanges amicaux captés par la justice, entre Iñaki Urdangarin et des membres de la famille royale bulgare sont dévoilés.

### Arrestation de la partie civile (2016)
Le 18 avril 2016, l'association Manos Limpias (mains propres) qui s'est portée partie civile contre Iñaki Urdangarin et contre l'infante Cristina fait l'objet de poursuites judiciaires. Son dirigeant Miguel Bernad est arrêté. Il est accusé de tentative d'extorsion de fonds auprès du couple, en ayant proposé de se retirer de l'accusation, contre la somme de trois millions d'euros. Le procureur exige la prison à l'encontre de Miguel Bernad et de Luis Pinada (un autre protagoniste de l'affaire),.

### Verdict et appel (2017)
Le 17 février 2017, Iñaki Urdangarin est condamné à six années et trois mois de prison. Son épouse, l'infante Cristina, relaxée, est condamnée à une amende de 265 000 €.
Iñaki Urdangarin dépose un recours en appel. Le 23 février 2017, le tribunal le laisse libre, dans l'attente du second jugement en appel. En effet, le procureur n'exige pas d'incarcération, sous condition du versement d'une caution (de 200 000 €). Les juges vont plus loin et laissent Iñaki Urdangarin libre, sans même verser de caution

### Rebondissement judiciaire: mise en cause du tribunal (2018)
Le 15 mai 2018, la Cour Suprême espagnole, où Iñaki Urdangarin a porté l'affaire, révèle que l'expert du dossier a commencé à travailler en secret avec le juge Castro (qui avait mis en examen Iñaki Urdangarin et son épouse), bien avant que l'affaire ne soit instruite et que le juge soit saisi. Cet expert, du nom de Rafael Balaguer, ne nie pas les faits et révèle même qu'il n'a jamais été nommé officiellement par le tribunal. La Cour Suprême cite à comparaître Rafael Balaguer, pour faux témoignage, le 8 juin 2018,.

### Prison et sorties partielles (depuis 2018)
Le Tribunal suprême rend son jugement le 12 juin 2018, baisse l'amende de l'infante à 136 950 € et abaisse la peine de prison ferme d'Iñaki Urdangarin à cinq années et dix mois, qui est incarcéré le 18 juin à la prison de Brieva, à une centaine de kilomètres au nord de Madrid. Il est le premier (et le seul à ce jour) membre d'une famille royale contemporaine à être incarcéré.
À compter du 19 septembre 2019, Iñaki Urdangarin est autorisé à sortir de prison deux jours par semaine, afin d'effectuer du bénévolat dans un centre d'hébergement de jour. Pour des raisons de sécurité, liées à la particularité de sa situation familiale, il est conduit à ce centre dans une berline aux vitres semi-teintées, comme le soulignent les médias. Son arrivée à ce centre est filmée et photographiée par les journalistes.

## Palmarès sportif

### En club
Urdangarin a évolué toute sa carrière (de 1986 à 2000 ) avec le FC Barcelone :
 Compétitions internationales 
- 6 fois vainqueur de la Ligue des champions : 1991, 1996, 1997, 1998, 1999, 2000.
- 2 fois vainqueur de la Coupe des coupes : 1994, 1995
- 4 fois vainqueur de la Supercoupe d'Europe : 1996, 1997, 1998, 1999

 Compétitions nationales 
- 10 fois vainqueur du Championnat d'Espagne : 1988, 1989 (en), 1990 (en), 1991 (en), 1992 (en), 1996 (en), 1997 (en), 1998 (en), 1999 (en), 2000 (en)
- 7 fois vainqueur de la Coupe du Roi : 1988, 1990, 1993, 1994, 1997, 1998, 2000
- 3 fois vainqueur de la Coupe ASOBAL : 1995, 1996, 2000
- 9 fois vainqueur de la Supercoupe d'Espagne : 1986, 1988, 1989, 1990, 1991, 1993, 1996, 1997, 1999

### En équipe nationale
Ses résultats en équipe nationale d'Espagne sont :
- Jeux olympiques
  - 6e place aux Jeux olympiques 1992 de Barcelone, (Espagne)
  -  Médaille de bronze aux Jeux olympiques 1996 d'Atlanta, (États-Unis)
  -  Médaille de bronze aux Jeux olympiques 2000 de Sydney, (Australie)
- Championnats d'Europe
  - 5e place au Championnat d'Europe 1994 au Portugal
  -  Médaille de bronze au Championnat d'Europe 2000 en Croatie
- Championnats du monde
  - 5e place au Championnat du monde 1993 en Suède
  - 7e place au Championnat du monde 1997 au Japon
  - 4e place au Championnat du monde 1999 en Égypte
- Autres
  -  Médaillé de bronze aux Jeux méditerranéens de 1987 à Lattaquié,  Syrie
  -  Médaillé de bronze aux Goodwill Games de 1990

## Titulature
- 4 octobre 1997 – 12 juin 2015 : Son Excellence le duc de Palma de Majorque
- Depuis le 12 juin 2015 : Son Excellence Iñaki Urdangarin Liebaert

En-tête officielle du papier à lettres du couple ducal, de 1997 à 2015.

Par son mariage en 1997, Iñaki Urdangarin devient duc de Palma de Majorque, par jure uxoris, et à ce titre grand d'Espagne, avec prédicat d'« excellence ». Le 12 juin 2015, son beau-frère le roi Felipe VI retire ce titre ducal conféré à son épouse, et Iñaki Urdangarin en perd l'usage également, de fait,.
Après le retrait du titre ducal à son épouse, il conserve néanmoins son prédicat d'excellence, Iñaki Urdangarin bénéficiant également de ce prédicat en qualité de grand-croix de l'ordre royal du Mérite sportif espagnol.

## Distinctions
- Grand-croix de l'ordre royal du Mérite sportif (Espagne), 30 novembre 2001
- Grand-croix de l'ordre de la Couronne de Chêne (Luxembourg), 7 mai 2001[57]